# One Bad Pig
One Bad Pig ist eine US-amerikanische Crossover-Band aus Austin, Texas, die im Jahr 1985 gegründet wurde.

## Geschichte
Die Geschichte der Band begann im Jahr 1985, als der Sänger Carey Womack und der Gitarrist Paul Q-Pek zusammen mit weiteren Freunden von Austin zum Cornerstone Festival in Illinois fuhren. Womack studierte, um ein baptistischer Pastor zu werden und dies später auch wurde und Q-Pek hatte schon in einem Gospelchor gesungen. In St. Louis machten sie an einem Pizza Hut halt, der den lokalen Radiosender KSHE 95 bewarb. Dort sahen sie das Maskottchen des Senders: Ein Schwein, das eine Sonnenbrille und ein Unterhemd trug, einen Irokesenschnitt und einen Ohrring hatte und zudem eine E-Gitarre trug. Als Womack dies mit „Man, that's one bad pig!“ kommentierte un Q-Pek darauf erwiderte, dass dies auch ein Name für eine Punkband sein könne, scherzten sie für den Rest der Reise darüber, in einer solchen Band zu spielen.
Zwei Monate später trat Q-Pek mit seiner Band, die sich The Paul Q-Pek Band nannte, auf dem Labor Day Music Festival in Austin. Die Band nannte sich auf dem Festival One Band Pig und spielte sowohl eigene, als auch Coversongs. Durch den Erfolg dieses Auftritts folgten weitere Auftritte als separate Band One Bad Pig in lokalen Club. Die Band hatte zudem schon eine kleine Fangemeinde, da die Mitglieder Monate zuvor mit Clubbesuchern Zeit verbracht, mit diesen über Gott gesprochen hatte und diese für sie gewinnen konnten. Aufgrund ihrer religiösen Ansichten und die Verbreitung dieser musste die Band jedoch auch Beleidigungen und Gewalt erfahren.
Ihre erste EP erschien unter dem Namen A Christian Banned im Jahr 1986. Zudem trat die Gruppe 1986 auf dem Cornerstone Festival auf. Durch den Erfolg auf diesen Festival konnte die Band die nächsten eineinhalb Jahre Auftritte in den USA abhalten. Bei einem Auftritt in Austin wurde Billy Smiley von der Band White Heart auf One Bad Pig aufmerksam und wurde als Produzent für die Formation tätig. Da er sich nicht für The Paul Q-Pek Band interessierte, bedeutete dies das Aus für diese Band. 1989 erschien das Album Smash, dem sich 1990 Swine Flew anschloss. Letzteres Album enthielt Gastbeiträge von Dann Huff, Phil Keaggy, Tommy Sims, Dale Oliver und Bob Hartman.  Die Band bestand hierauf aus dem Schlagzeuger Phillip Owens, dem Gitarristen Paul Q-Pek, dem Sänger Carey „Kosher“ Womack und dem Bassisten Streak Wheeler. Die Mitglieder an den Musikinstrumenten übernahm zudem auch Gesangspassagen. Zudem coverte die Band die Lieder Christmas Time von Larry Norman und Judas Kiss von Petra. Auf dem Album I Scream Sunday, das im Jahr 1991 erschien, war eine Coverversion des Johnny-Cash-Liedes Man in Black enthalten, wobei hierbei Cash wiederum als Gastmusiker zu hören war. Im Jahr 1992 erschien das Live-Album Live! Blow the House Down, worauf eine Coverversion des The-Clash-Liedes Rock the Kasbah enthalten war. Die Kompilation The Quintessential One Bad Pig, Vol. 1, die 1994 erschien, enthielt vier neue Lieder. Danach wurde es still um die Band und hält seitdem noch gelegentlich Auftritte ab. Neben ein paar Konzerten im Jahr kümmerten sich die Mitglieder hauptsächlich um ihr Privatleben. So auch im Jahr 2000, als die Band auf dem Cornerstone Festival spielte, wobei der Auftritt aufgenommen und als Live-Album veröffentlicht wurde. Die Band besteht mittlerweile aus dem Sänger Carey „Kosher“ Womack, dem Gitarristen Lee Haley, dem Schlagzeuger Phillip Owens und dem Bassisten Daniel Tucek. Zudem nicht auch Paul Q-Pek als Gitarrist so oft wie möglich an den Konzerten teil. Die Mitglieder an den Instrumenten übernehmen immer noch zudem gelegentlich Gesangspassagen.

## Stil
Laut Bandbiografie auf onebadpig.com hatte Carey Womack beim ersten Konzert auf dem Labor Day Music Festival Textpassagen zwischen den Liedern eingestreut, die Predigten geglichen hätten. Laut Brian Mansfield von Allmusic hatten die Bandmitglieder die Punkkultur nicht richtig verstanden, sodass man die Gruppe entweder als eine Parodie auf eine Punkband oder als gewöhnliche Thrash-Metal-Band sehen könne. Laut Garry Sharpe-Young in seinem Buch A-Z of Thrash Metal war die Band eine der wenigen christlichen Thrash-Metal-Bands. Laut Martin Popoff in seinem Buch The Collector's Guide of Heavy Metal Volume 3: The Nineties seien auf I Scream Sunday Funk- und Thrash-Metal-Riffs zu hören. Die Band klinge wie eine Hardcore-Punk-Version von Terrorvision. Die Lieder würden Themen wie die Ablehnung von Alkohol und anderen Drogen behandeln. Mark Allan Powell schrieb in der Encyclopedia of Contemporary Christian Music, dass es sich bei One Bad Pig um die vielleicht bekannteste christliche Hardcore-Punk-Band handelt. Die Band spiele eine Mischung aus Punk und Heavy Metal. Der Kern der Lieder sei mit AC/DC vergleichbar. Zudem könne man Einflüsse von Henry Rollins und Perry Farrell hören. Das Johnny-Cash-Cover von Man in Black gleiche nun mehr Back in Black von AC/DC. Das Lied Cut Your Hair sei eine Warnung vor Metal-Bands mit gutturalem Gesang, während sich Up Your Nose gegen Drogen ausspreche. Chief of Sinners beziehe sich auf eine Textstelle des ersten Kapitels vom 1. Brief des Paulus an Timotheus. Das Lied enthalte einen indianischen Beat, der jedoch unpassend sei. Take a Look at Yourself weise Einflüsse von Adam Again auf.
Detlef Wullbrandt vom Metal Hammer bezeichnete die Musik auf Swine Flew als Skate Thrash mit christlichen Textinhalten. Zudem sei die Musik geprägt durch Tempo-Wechseln. Das Lied Red River ordnete er dem Power Metal zu. Martin Groß vom selben Magazin ordnete die Band in seiner Rezension zu I Scream Sunday dem Hardcore Punk, Crossover und Funk zu und zog Vergleiche zu Gruppen wie Heads Up, Token Entry und Scatterbrain. Zudem besitze One Bad Pig auch die metallische Kraft von Suicidal Tendencies.

## Diskografie
- 1986: A Christian Banned (EP, Porkys Demise Records)
- 1989: Smash (Album, Pure Metal Records)
- 1990: Swine Flew (Album, Myrrh Records)
- 1991: I Scream Sunday (Album, Myrrh Records)
- 1992:  Live! Blow the House Down (Live-Album, Myrrh Records)
- 1994: The Quintessential One Bad Pig, Vol. 1 (Kompilation, Diadem Records)
- 2000: Live at Cornerstone 2000 (Live-Album, M8 Records)